# Płyćwia (osada)
Płyćwia – osada w Polsce, położona w województwie łódzkim, w powiecie skierniewickim, w gminie Godzianów.
W latach 1975–1998 miejscowość administracyjnie należała do województwa skierniewickiego.